# البحرية الألمانية

شعار البحرية الألمانية

البحرية الألمانية (بالألمانية: Deutsche Marine)، وهي قوات بحرية ألمانية تابعة لوزارة الدفاع الألمانية.

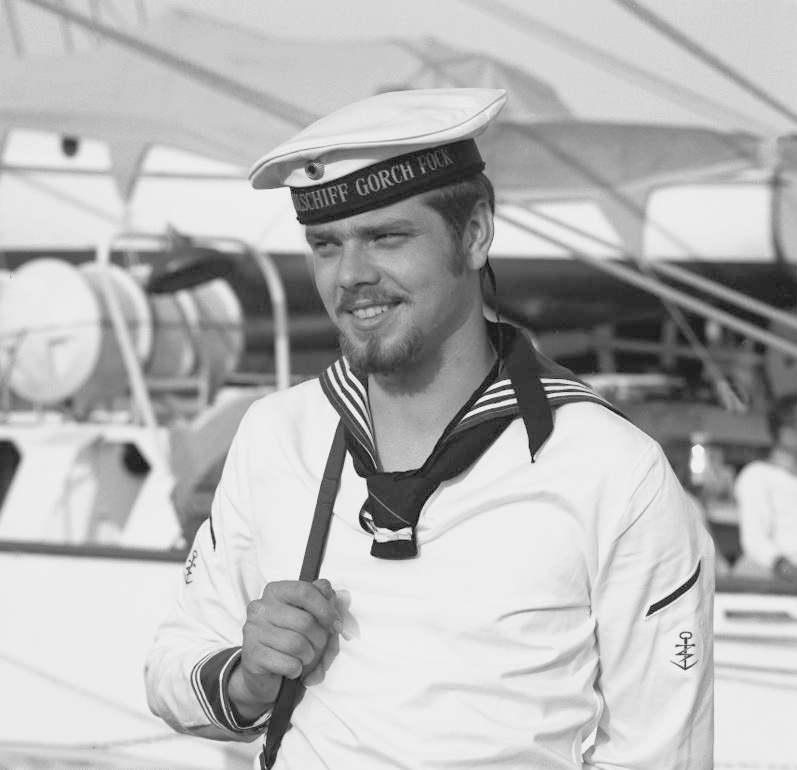
رجل من البحرية الألمانية

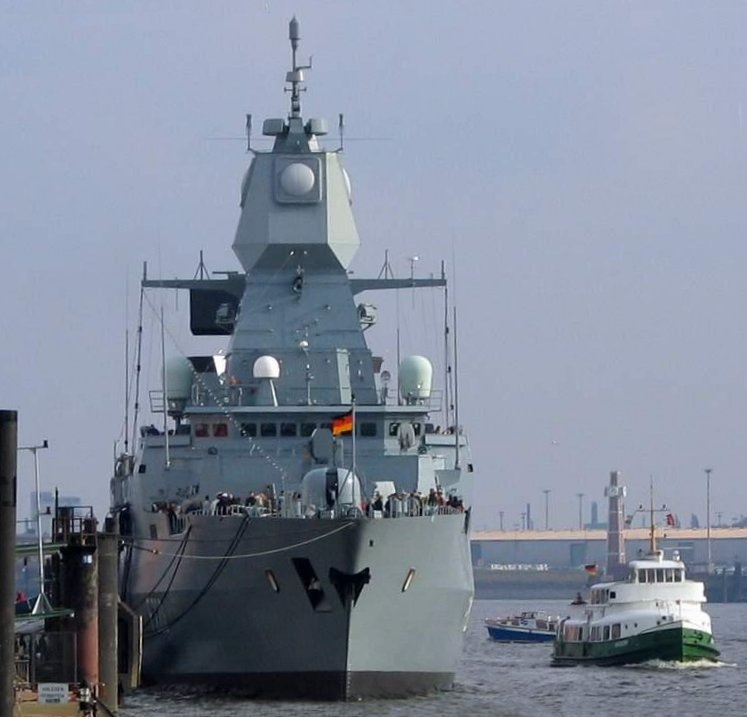
الفرقاطة الألمانية هانبورق 2

## مهمات
انضمت البحرية الألمانية لحلف الناتو منذ زمن الحرب الباردة، وكانت مهمتها حفظ الأمن في البحار والمحيطات.

## تاريخ
كونت القوات البحرية الألمانية والذي تسمى "Reichsflotte" في زمن الإمبراطورية الألمانية ما بين عامَي 1852-1848م.
- 1866-1871م سميت للبحرية الألمانية الشمالية Norddeutsche Bundesmarine.
- 1872-1918م سميت البحرية الألمانية بـ«فورلافيخ» Vorläufige.
- 1921-1935م سميت البحرية الألمانية برايخمارين أي البحرية الإمبراطورية "Reichsmarine".
- 1935-1945م سميت البحرية الألمانية بكريغسمارينه "Kriegsmarine"، وما يعرف بحرب البحار.
- 1945-1956م سميت البحرية الألمانية بـ "German Mine Sweeping Administration".
- 1956-1990م سميت البحرية الألمانية في غرب ألمانيا بـ"Bundesmarine.
- 1990م-اليوم سميت البحرية الألمانية الآن فولكسمارين Volksmarine.

## وصلات خارجية
- Official Website of German Navy in English
- Die Flotte 2006 – official fleet listing and presentation in German and English
- Uniforms